# Contra ReBirth
Contra ReBirth (яп. 魂斗羅リバース Контора Рибадзу) — японская компьютерная игра в жанре «беги и стреляй», разработанная студией M2 и выпущенная в 2009 году для сервиса WiiWare компанией Konami. Японская версия стала доступной для загрузки 12 мая, 4 сентября появилась версия для PAL-региона, 7 сентября — для Северной Америки. Игра представляет собой двенадцатую часть серии Contra.
Как и большинство предыдущих игр серии, Contra ReBirth является двухмерным скролл-шутером. Управление осуществляется либо с помощью стандартного контроллера Wii Remote, либо посредством классического геймпада, кроме того, может быть использован контроллер от приставки Nintendo GameCube. Проходить игру можно в одиночку и вдвоём, изначально для выбора доступны два персонажа: Билл Райзер, традиционный герой «Контры», и Ягуар Ягю из Neo Contra. После двух прохождений становятся доступны ещё два персонажа: Броуни (или Цугумин в японской версии), маленькая девочка-андроид, и Плискин, высокий похожий на ящерицу гуманоид. Геймплей во многом напоминает Contra III: The Alien Wars, одновременно доступны только два вида оружия, причём обычное оружие можно использовать в режиме автоматического огня.

## Сюжет
Действие игры начинается в 2633 году и описывает период самой первой «Контры», когда на Землю вторгся инопланетянин Красный Сокол. Пришелец, известный как правитель Саламандр, перемещается в 1973 год, когда оборонительные силы планеты находятся в зачаточной стадии развития, и пытается уничтожить едва появившееся подразделение «Контра». Чтобы его остановить, бойцы подразделения из настоящего времени путешествуют в прошлое, но их корабль терпит крушение и оказывается уже в изменённом мире, управляемым Саламандром. Герои побеждают армию злодея, тот отказывается от тираничных планов и решает присоединиться к «Контре» под именем Плискин.

## Саундтрек
Саундтрек для игры написал композитор Манабу Намики, который работал и над прочими проектами семейства ReBirth. Большей частью музыкальный ряд состоит из ремиксов на мелодии предыдущих частей Contra. Официальный релиз альбома с песнями состоялся 24 марта 2010 года, в трек-лист, состоящий из 33-х композиций, вошли также мелодии Castlevania: The Adventure ReBirth. Журналом Nintendo Power Contra ReBirth номинировалась на лучшую игру года и лучшую экшн-игру для сервиса WiiWare.

## Отзывы
| Сводный рейтинг       | Сводный рейтинг |
| Агрегатор             | Оценка          |
| --------------------- | --------------- |
| GameRankings          | 76,67 %         |
| Русскоязычные издания |                 |
| Издание               | Оценка          |
| «Страна игр»          | [ 7 ]           |